# Ruisseau de l'Escamat
Le ruisseau de l'Escamat est une rivière française qui coule dans le département des Landes. C'est un affluent de la Leyre. Son nom signifie « unijambiste » en gascon.

## Géographie
De 19,7 km de longueur, le ruisseau de l'Escamat prend sa source dans les Landes de Gascogne, commune de Labrit et se jette en rive droite dans l'Eyre à Sabres, dans le département des Landes.

## Les affluents et sous-affluents
Le Service d'administration nationale des données et référentiels sur l'eau (SANDRE) et le Système d'Information sur l'Eau du Bassin Adour Garonne (SIEAG) ont répertorié 23 affluents et sous-affluents de l'Escamat. 
| - Les affluents de l'Escamat. |

Dans le tableau ci-dessous se trouve : le nom de l'affluent ou sous-affluent, la longueur du cours d'eau, son code SANDRE, des liens vers les fiches SANDRE, SIEAG et vers une carte dynamique de OpenStreetMap qui trace le cours d'eau.

## Communes traversées
- Landes : Labrit, Sabres